# Від голови до хвоста
«Від голови до хвоста» (яп. 尾かしら付き。, Okashiratsuki) — манґа, написана та проілюстрована Мідзу Сахарою. Серіал виходив у щомісячному журналі Monthly Comic Zenon видавництва Coamix з березня 2018 року по травень 2021 року. Прем'єра живого фільму на основі манґи відбулася в японських кінотеатрах у серпні 2023 року.

## Сюжет
Начі належить до клубу софтболу, однак, на відміну від інших учнів у її школі, вона менш схильна до обгорання на сонці, через що має блідий тип шкіри. Її однокласники вважають її дивною та нестерпною дівчиною, оскільки вона відмовляється від зізнань популярних хлопців. Історія починає розгортатися, коли вона раптово зацікавлюється хлопцем на ім'я Уцумі на своєму занятті з плавання.

## Медіа

### Манґа
Написана та проілюстрована Мідзу Сахарою, манґа публікувалася в журналі Monthly Comic Zenon видавництва Coamix з 24 березня 2018 року по 25 травня 2021 року. Її розділи були зібрані в чотири томи, випущені з 20 листопада 2018 року по 19 липня 2021 року. В Україні офіційно випускається видавництвом Nasha idea.

#### Список томів
| № | Японською         | Японською                                             | Українською  | Українською            |
| № | Дата виходу       | ISBN                                                  | Дата виходу  | ISBN                   |
| - | ----------------- | ----------------------------------------------------- | ------------ | ---------------------- |
| 1 | 20 листопада 2018 | ISBN 978-4-19-980531-8 (О) ISBN 978-4-86720-145-9 (П) | травень 2025 | ISBN 978-617-8516-22-2 |
| 2 | 20 червня 2019    | ISBN 978-4-19-980576-9 (О) ISBN 978-4-86720-146-6 (П) | —            | —                      |
| 3 | 20 січня 2020     | ISBN 978-4-19-980613-1 (О) ISBN 978-4-86720-147-3 (П) | —            | —                      |
| 4 | 19 липня 2021     | ISBN 978-4-86720-248-7                                | —            | —                      |

### Фільм
Про вихід ігрового фільму було оголошено 26 березня 2023 року. Режисером фільму виступив Мікія Санада, музику написав гурт Hilcrhyme, у головних ролях знялися Ейто Коніші та Аяка Охіра, а також Ріна Такеда та Субару Кімура у ролях другого плану. Прем'єра фільму в японських кінотеатрах відбулася 18 серпня 2023 року.